# Kalaloch Ranger Station
La Kalaloch Ranger Station est une station de rangers à Kalaloch, dans le comté de Jefferson, dans le nord-ouest de l'État de Washington, aux États-Unis. Protégée au sein du parc national Olympique, elle est opérée par le National Park Service le long de l'U.S. Route 101.